# Баженов Микита Олександрович
Микита Олександрович Баженов (нар. 1 лютого 1985, Велике Буньково, Ногінський район, Московська область)  — російський футболіст, нападник молодіжної збірної і московського «Спартака». Вихованець футбольної школи раменської «Сатурн»

## Статистика виступів
| Сезон | Команда | Ігор | Голів |
| ----- | ------- | ---- | ----- |
| 2004  | Сатурн  | 6    | 3     |
| 2004  | Спартак | 12   | 1     |
| 2005  | Спартак | 12   | 2     |
| 2006  | Спартак | 2    | 2     |

### За збірну
| Рік  | Команда   | Ігор | Голів |
| ---- | --------- | ---- | ----- |
| 2001 | Юніорська | 2    | 0     |
| 2003 | Юніорська | 12   | 4     |
| 2004 | Юніорська | 3    | 1     |
| 2004 | Молодіжна | 5    | 0     |
| 2005 | Молодіжна | 6    | 3     |